# Jesús India
Jesús India Guzmán (Zaragoza, España, 8 de diciembre de 1953) es un exfutbolista español que se desempeñaba como defensa.

## Clubes
| Club          | País   | Año       |
| ------------- | ------ | --------- |
| Real Zaragoza | España | 1976-1981 |
| Cádiz C. F.   | España | 1981-1983 |